# Ancalagon
Vous lisez un « bon article » labellisé en 2011.  Il fait partie d'un « bon thème ».
Ancalagon, dit le Noir, est un dragon qui apparaît dans le légendaire de l'écrivain britannique J. R. R. Tolkien, et plus particulièrement dans son roman Le Silmarillion.
Élevé par Morgoth dans les profondeurs de sa forteresse d'Angband, il est présent lors de la dernière bataille du Premier Âge qui voit se dérouler le combat entre les armées des Valar et Morgoth afin de libérer la Terre du Milieu du joug de celui-ci. Morgoth voyant que ses armées sont en déroute dévoile, comme dernier recours, les dragons ailés conduits par Ancalagon le Noir. Celui-ci affronte Eärendil et Thorondor dans un combat aérien au cours duquel il est abattu, provoquant la destruction des sommets du Thangorodrim dans sa chute et la défaite de son maître. Ce récit est probablement inspiré du combat opposant le dragon biblique représentant Satan et l'archange Michel dans l’Apocalypse.
Premier dragon volant à apparaître dans le récit, il note également un tournant dans l'évolution physique de cette espèce chez Tolkien.

## Caractéristiques

### Noms
Le nom « Ancalagon » est explicité dans Les Étymologies. Ce nom signifie « mâchoires impétueuses » ou « mordante tempête », du sindarin anc(a) « mâchoire, mordre » et alag « impétueux » ou alagos « tempête de vent ». Dans sa version anglo-saxonne de la Quenta, Tolkien traduit Ancalagon par Anddraca, de and-, préfixe d'opposition, et draca « dragon ». Comme pour d'autres noms qu'il a « traduits » en anglo-saxon, Tolkien ne cherche pas absolument une identité de sens, mais plutôt à obtenir des sonorités proches de celles des noms originaux.

### Description
La description d'Ancalagon est réduite au minimum. Considéré comme « le plus grand de tous les dragons », il est le premier des dragons ailés. Possédant une robe de couleur noire, son nom suggère qu'il possède une mâchoire impressionnante. Malgré sa puissance, dans Le Seigneur des anneaux, Gandalf dit à Frodon qu'Ancalagon n'aurait pas été capable de détruire l'Anneau unique :

« On a dit que le feu du dragon était capable de fondre et de consumer les Anneaux de Puissance, mais il ne reste plus maintenant sur terre aucun dragon dont la vieille flamme soit assez chaude ; et il n’y en eut jamais aucun, pas même Ancalagon le Noir, qui aurait pu faire du mal à l'Anneau Unique, l'Anneau Souverain, car celui-là avait été fait par Sauron lui-même. »

— J. R. R. Tolkien, Le Seigneur des anneaux.

## Histoire
À la fin du Premier Âge, en l'an 587, quelques années après la chute de Gondolin, et la destruction du royaume de Doriath, Eärendil et Elwing font voile vers Valinor afin de convaincre les Valar de sauver la Terre du Milieu du joug de Morgoth. Grâce à leur intervention, les armées des Valar, dirigées par Eönwë, le héraut de Manwë, Finarfin, roi des Ñoldor d'Aman, Ingwë, roi des Vanyar et Eärendil volant sur le Vingilot, marchent vers le Thangorodrim, sous lequel se trouve la forteresse de Morgoth, où elles sont rejointes par les armées des Edain.
Morgoth fait sortir d'Angband la plupart des armées dont il dispose, mais celles-ci sont rapidement mises en déroute par les forces des Valar. Sentant la victoire lui échapper, il fait alors appel à des forces de réserve, les premiers dragons ailés, menés par Ancalagon le Noir. La force de l'attaque est si terrible que « les armées des Valar reculèrent devant le tonnerre, les éclairs et l'ouragan de flammes qui précédaient les dragons ». Cependant Eärendil sur le Vingilot, accompagné de Thorondor dirigeant une armada d'oiseaux, combat Ancalagon et les autres dragons pendant « tout un jour et toute une nuit de doute », avant de le transpercer. Le dragon, abattu en plein ciel, choit sur les sommets du Thangorodrim, provoquant leur destruction et mettant fin à la guerre de la Grande Colère. Angband est ouverte et Morgoth emprisonné par les Valar, sonnant ainsi la fin du Premier Âge de la Terre du Milieu.

## Composition et évolution
Dans  l’Esquisse de la mythologie datant de 1926 et dans la première version de la Quenta, des années 1930, Tolkien ne fait pas mention d'Ancalagon. Il existe bien une esquisse de l'attaque des dragons volants mais Ancalagon n'existe pas encore. Ancalagon apparaît dans la seconde version de la Quenta, dans le rôle qui sera le sien dans le reste du légendaire. Dans cette version ainsi que dans sa réécriture plus tardive, la Quenta Silmarillion d'avant 1937, Ancalagon possède des ailes d'acier.
Dans des versions plus tardives, notamment dans l'essai The Problem of Ros de 1969, Tolkien suggère qu'Ancalagon puisse avoir été abattu par Túrin, revenu après sa mort depuis le vide extérieur d'Arda, pour combattre lors de la Bataille Finale, selon une prophétie d'Andreth. Néanmoins, il n'est pas clair si Tolkien parle ici de la Guerre de la Grande Colère (hypothèse retenue par Christopher Tolkien) ou de la Dagor Dagorath, la bataille qui marque la fin du monde (hypothèse retenue par John D. Rateliff).

## Critiques et analyses

Thor combattant Miðgarðsormr lors du Ragnarök.

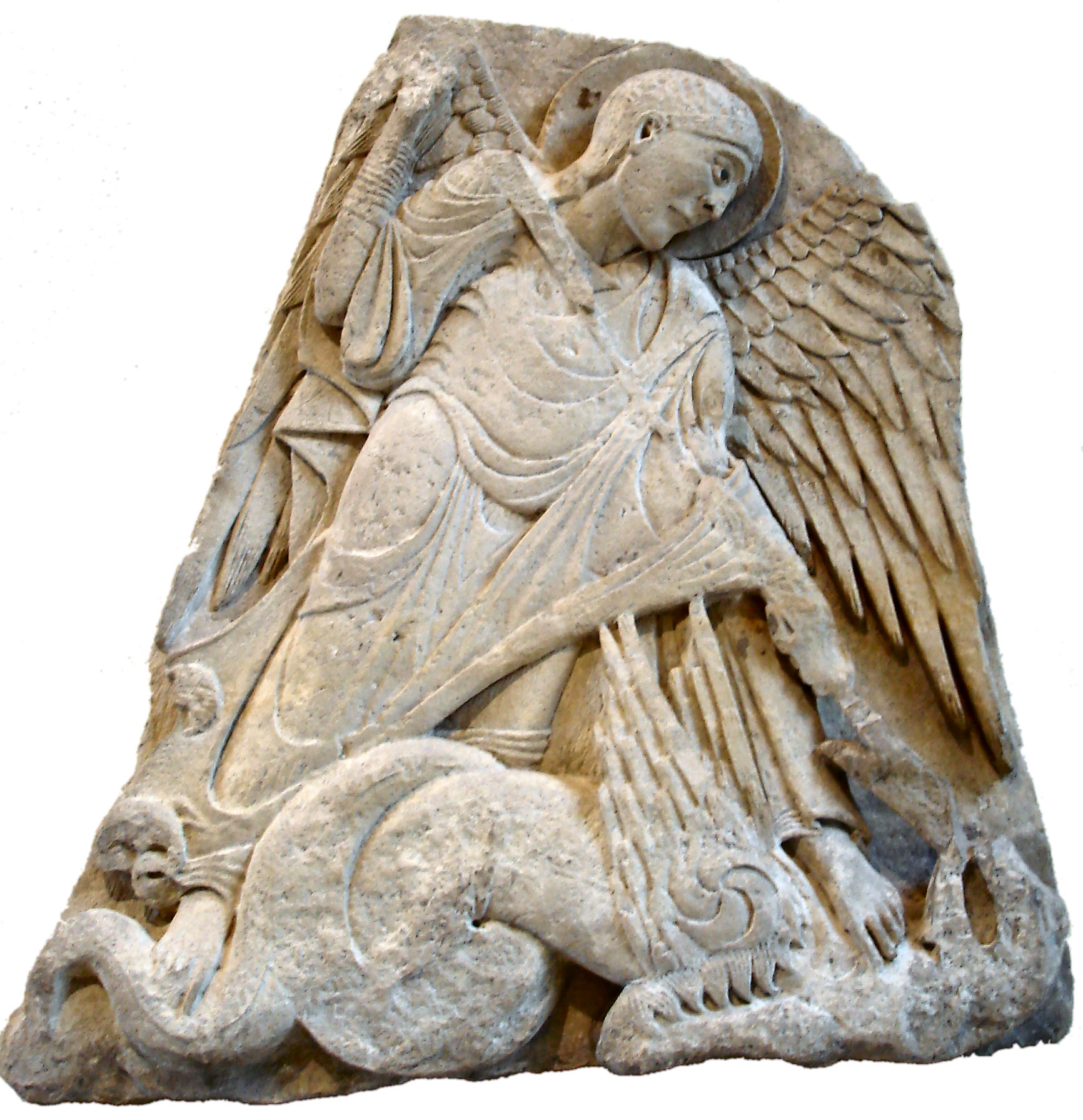
Saint Michel terrassant le dragon ; scène qui a pu inspirer Tolkien pour le combat entre Eärendil et Ancalagon.

La figure d'Ancalagon est mise en parallèle avec la figure du dragon Miðgarðsormr, qui affronte Thor lors du Ragnarök, ainsi qu'avec son homologue biblique, le dragon représentant Satan qu'affronte l'archange Michel selon une prophétie contée dans le récit de l’Apocalypse selon saint Jean. La référence à l'essai linguistique de Tolkien, l’Athrabeth Finrod ah Andreth paru dans Morgoth's Ring, et qui met en jeu la prophétie d'Andreth, permet d'accroître « l'importance mythologique d'Ancalagon au sein du légendaire », ainsi que le parallèle avec Miðgarðsormr.
Malgré son rôle restreint, le personnage est d'une importance capitale, à la fois pour son rôle dans la chute de son maître, mais également pour l'évolution de la race des dragons, en tant que premier dragon volant. Rateliff regrette d'ailleurs que le combat entre Ancalagon et Eärendil ne soit pas plus détaillé. Selon Kristin Larsen, cet affrontement est un rendu évhéméristique d'une pluie de météorites tombant sur Vénus, astre correspondant à Eärendil dans la mythologie de Tolkien. Le combat est d'ailleurs considéré comme « titanesque » et la chute d'Ancalagon, « cataclysmique », par Evans.

## Adaptations et héritage
Le combat entre Ancalagon le Noir et Eärendil a été illustré par Ted Nasmith. Jenny Dolfen a également dessiné le dragon.
Le dragon a inspiré les taxonomistes. On trouve listés l’Ancalagon (en), un priapulide du Cambrien découvert en 1977 par Conway Morris et l’Ankalagon (en), un mésonychien du Paléocène découvert en 1980 par Van Valen,. Le nom d'Ancalagon a également été repris par un groupe de pagan metal français formé en 2000.

### Ouvrages de Tolkien
- J. R. R. Tolkien (trad. Pierre Alien), Le Silmarillion [« The Silmarillion »] [détail des éditions].
- J. R. R. Tolkien (trad. Francis Ledoux, Tina Jolas), Le Seigneur des anneaux [« The Lord of the Rings »] [détail des éditions].
- J. R. R. Tolkien et Christopher Tolkien (trad. Daniel Lauzon), La Formation de la Terre du Milieu [« The Shaping of Middle-earth »] [détail des éditions].
- J. R. R. Tolkien et Christopher Tolkien (trad. Daniel Lauzon), La Route perdue et autres textes [« The Lost Road and Other Writings »] [détail des éditions].
- (en) J. R. R. Tolkien et Christopher Tolkien, The Peoples of Middle-earth, HarperCollins, 2002, 482 p. (ISBN 0-261-10348-2).
- (en) J. R. R. Tolkien et John D. Rateliff, The History of The Hobbit : Part Two: Return to Bag-End, HarperCollins, 2007, 438 p. (ISBN 0007250665).

### Ouvrages critiques
- (en) Jonathan Evans, « Dragons », dans Michael D. C. Drout, J. R. R. Tolkien Encyclopedia: Scholarship and Critical Assesment, Routledge, 2007 (ISBN 978-0-415-96942-0).
- (en) Jonathan Evans, « The Dragon-lore of Middle-earth: Tolkien and Old English and Old Norse Tradition », dans Georges Clark, Daniel Timmons, J. R. R. Tolkien and His Literary Resonances: Views of Middle-earth, Greenwood Publishing Group, 2000 (ISBN 0313308454, lire en ligne).
- (en) John William Hougton, « Tolkien Studies : Book Reviews: The Mirror Crack’d: Fear and Horror in J.R.R. Tolkien’s Major Works », Tolkien Studies, West Virginia University Press, vol. 7,‎ 2009 (ISSN 1547-3155).
- (en) Kristine Larsen, « Tolkien Studies : Sauron, Mount Doom, and Elvish Moths », Tolkien Studies, West Virginia University Press, vol. 4,‎ 2007 (ISSN 1547-3155).